# Афроџек
Ник ван де Вал (хол. Nick van de Wall; 9. септембар 1987, Спејкенисе), познатији као Афроџек (енгл. Afrojack), холандски је денс музички продуцент и ди-џеј.

## Дискографија

### Студијски албуми
- (2014)

### ЕП
- (2009)
- (2011)
- (2013)
- (2015)
- (2018)